# Spilogona infuscata
Spilogona infuscata är en tvåvingeart som beskrevs av Huckett 1965. Spilogona infuscata ingår i släktet Spilogona och familjen husflugor.
Artens utbredningsområde är Manitoba. Inga underarter finns listade i Catalogue of Life.